# Godło Komi
Godło Republiki Komi zostało przyjęte 6 czerwca 1994 r. Wybór nowego symbolu narodowego, mającego zastąpić godło z czasów Związku Radzieckiego odbył się w drodze konkursu, który został rozstrzygnięty przez komijską komisję heraldyczną dopiero po trzyipółletnich pracach. Autorem zwycięskiego projektu jest artysta Anatolij Josifowicz Niewierow. 
Godło Komi przedstawia złoty wizerunek drapieżnego ptaka, na tle czerwonym. Rysunek ten wykonany jest w stylu nawiązującym do jednego z ludowych stylów ludu Komi, zwanego stylem permskim zwierzęcym. Na piersi ptaka znajduje się okrągła tarcza, a na niej twarz kobiety, którą otacza 6 głów łosi.
Zdaniem autora symbolika godła jest następująca: ptak uosabia państwowość i władzę, ma on także ochraniać ojczyznę i naród, oraz umożliwiać rozwój i rozkwit (stąd przedstawienie go w locie). Twarz kobieca symbolizuje Złotą Babę (komijskie Зарни ань – Zarni ań) – w komijskiej mitologii słoneczną boginię darzącą życiem, matkę świata, ochraniającą wszystko, co dobre i święte.
Przedstawienie głów łosi zostało umieszczone, gdyż zwierzę to jest symbolem siły, szlachetności, piękna, a także kosmologicznej harmonii świata. 
Kolorystyka godła (zestawienie złotego i czerwonego) w folklorze Komiaków nawiązuje do porannego, wiosennego, ciepłego słońca oraz macierzyństwa. W bardziej współczesnej interpretacji barwa czerwona oznacza działalność, aktywność narodu i władzy.

## Godło Komi w okresie Związku Radzieckiego

Godło Komijskiej ASRR

Obowiązujący za czasów Związku Radzieckiego symbol Komi tj. ówczesnej Komijskiej ASRR w żaden sposób nie nawiązywał do specyfiki kraju. Był on nieznacznie zmienionym godłem Rosyjskiej FSRR, której część stanowiła Komijska ASRR. Godło to zawierało typowe elementy godeł republik związkowych ZSRR. W centralnym miejscu umieszczona była czerwona tarcza a na niej – złoty sierp i młot – symbol sojuszu robotniczo chłopskiego oraz najważniejszy element godła Związku Radzieckiego, a pod nimi – wschodzące słońce – mające wyrażać świt, początek nowej ery w życiu kraju. W górnej części tarczy znajdowały się litery PCФCP (skrót od Российская Советская Федеративная Социалистическая Республика – Rosyjska Federacyjna Socjalistyczna Republika Radziecka). Całość otoczona była przez wieniec złożony z 14 kłosów zboża. Umieszczenie symbolu zboża w godle z jednej strony podkreślało znaczenie rolnictwa, a zwłaszcza tych właśnie roślin dla gospodarki kraju oraz symbolizowało dobrobyt, a z drugiej – nawiązywało do graficznego wyglądu godła ZSRR. U góry, u zbiegu obu wieńców umieszczono czerwoną pięcioramienną gwiazdę – oznaczającą zwycięstwo komunizmu w pięciu częściach świata, natomiast u dołu, na czerwonej wstędze znajdowało się wezwanie do jedności proletariatu. Modyfikacja ówczesnego komijskiego godła w stosunku do symbolu Rosyjskiej FSRR polegała na umieszczeniu na nim dwujęzycznego (rosyjskiego i komijskiego) napisu z częściowo skróconą nazwą komijskiej autonomii oraz dwujęzycznym wezwaniu do jedności proletariatu – Proletariusze wszystkich krajów, łączcie się! (w godle Rosyjskiej FSRR napis ten był tylko w wersji rosyjskojęzycznej).